# Mark LaMura
Mark LaMura (Perth Amboy (Nueva Jersey), 18 de octubre de 1948 – 11 de septiembre de 2017) fue un actor estadounidense.

## Biografía
LaMura creció en Matawan y Marlboro, N.J., hijo de Robert E. LaMura y Elizabeth (nombre de soltera, Devlin) LaMura. Se graduó en el Mater Dei High School. Fue a la Universidad Estatal de Kent, St. Joseph's College y el American Academy of Dramatic Arts.
En el mundo de soap opera, encarnó el papel de Mark Dalton en la serie All My Children durante 11 años, e hizo una aparición especial en 1994, 1995, y 2005. En 1988, fue nominado para los Daytime Emmy Award por este papel. He also appeared on the soap operas As the World Turns and One Life to Live, y fue invitado a otras series de la época como Star Trek: The Next Generation, 30 Rock, Damages, Law & Order: Special Victims Unit o The Sopranos.
También participó en producciones teatrales de Shakespeare o Dorothy Hale.

## Vida personal
LaMura se casó con la también actriz Elizabeth Maclellan, con la que tuvo una hija, Gabrielle.